# 아리하라 고헤이
아리하라 고헤이(일본어: 有原 航平, 1992년 8월 12일 ~ )는 일본의 프로 야구 선수이며, 현 일본 프로야구 후쿠오카 소프트뱅크 호크스의 야구선수(투수)이다. 히로시마현 히로시마시 사에키구 출신이다.

## 인물

### 프로 입단 전
히로시마 시립 아야가오카 초등학교 2학년 때 소년 야구 클럽에 입단하여 당시부터는 투수를 맡았다. 히로시마 시립 산와 중학교에서는 연식 야구부에 소속됐다.
고료 고등학교에서는 2학년 봄에 벤치에 들어갔고 가을에는 에이스가 됐다. 3학년 때인 춘계 선발 고교 야구 대회(제82회 선발 고등학교 야구 대회)에서는 4경기에 선발로 등판해 총 33.2이닝을 던져 피안타 26개, 탈삼진 37개, 18실점(9자책점), 평균 자책점 2.41의 성적으로 팀은 4강에 진출했다. 니혼 대학 제3 고등학교와의 준결승전에서는 8회말까지 리드했으나 비가 많이 내린 탓에 질퍽거린 그라운드에서 번트 볼을 1루로 악송구하여 역전당해 대량 실점을 당하는 수모를 겪었다. 오른쪽 팔꿈치 통증의 영향으로 같은 해 하계 고시엔 대회(제92회 전국 고등학교 야구 선수권 대회)의 히로시마 대회에서는 등판을 피했다. 전국 대회 2차전(첫 경기) 상대인 세이코가쿠인 고등학교와의 경기에 선발 등판해 사이우치 히로아키와 투수전을 펼치면서 8이닝을 던졌으나 자신의 폭투로 1실점을 내주며 팀은 패했다.

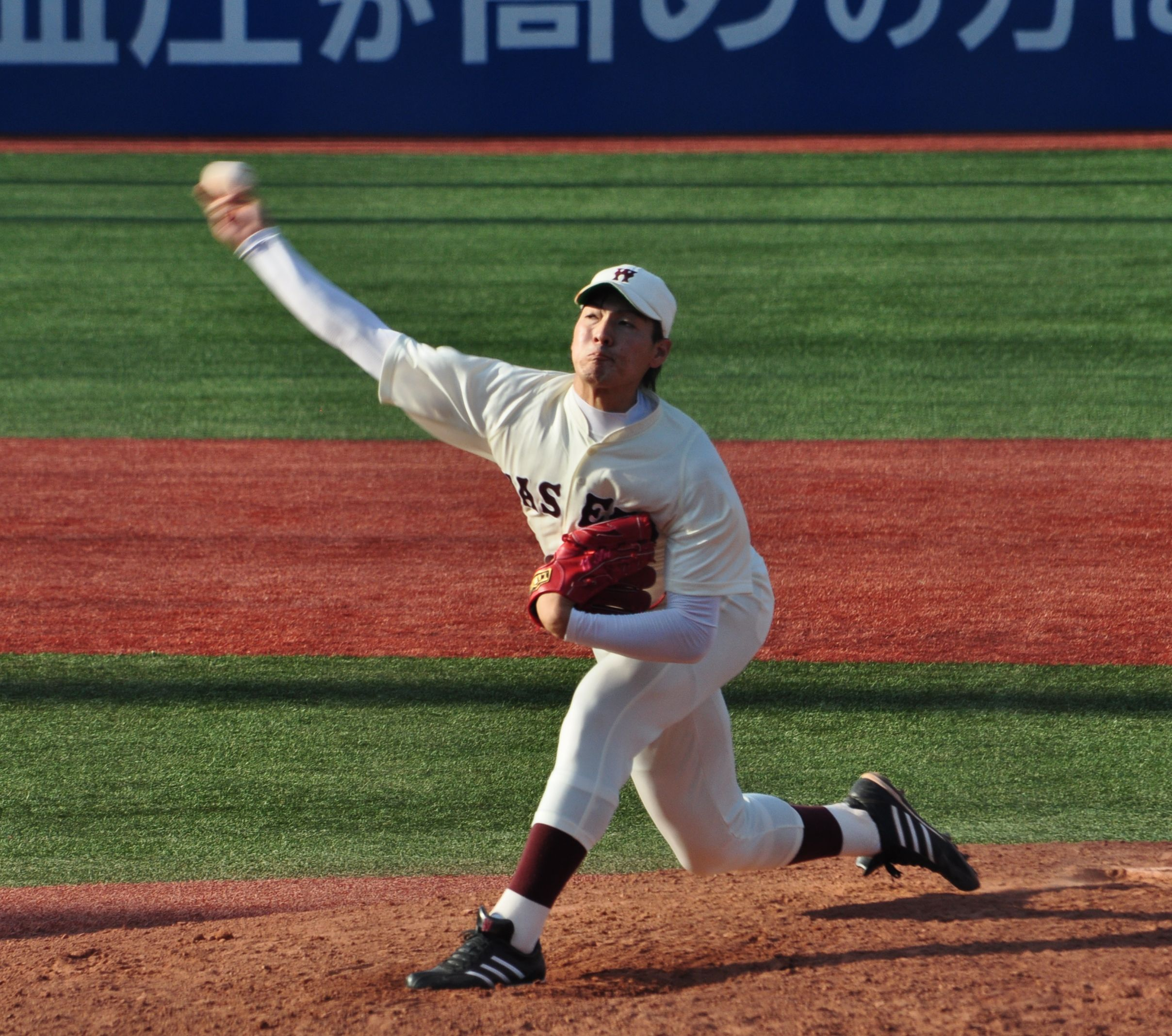
와세다 대학 시절의 아리하라(2013년)

고교 졸업 후 와세다 대학에 진학해 1학년 봄부터 리그전에 출전했고 2학년 때 팀이 우승했던 전일본 대학 야구 선수권에서는 콜드게임 승리를 거둔 첫 경기를 제외한 3경기에서 9회에 마무리 투수로 등판하여 무실점 호투를 보였다. 3학년 때 추계 리그에서 8경기에 등판해 50.1이닝을 던져 평균 자책점 0.72를 기록하여 도쿄 6대학 야구 리그의 최우수 평균 자책점 타이틀을 석권했고 4학년 춘계 리그에서는 베스트 나인(투수 부문)에 선정됐다. 6월에는 제27회 하를럼 베이스볼 위크의 대학 일본 대표팀 후보로 발탁돼 선출할 목적의 합숙에 참가했지만 최종 명단에 이름을 올리는 데는 실패했다. 추계 리그에서는 개막을 앞두고 오른쪽 팔꿈치에 통증이 일어나면서 개막전에서의 선발 등판은 피했지만 시즌 중에 복귀하여 마운드에 오를 수 있었다. 대학 시절 통산 성적은 62경기에 등판해 271이닝을 던져 19승 12패, 210탈삼진, 평균 자책점 2.72를 남겼다.
2014년 10월 23일에 열린 프로 야구 드래프트 회의에서 요코하마 DeNA 베이스타스, 히로시마 도요 카프, 한신 타이거스, 홋카이도 닛폰햄 파이터스로부터 1순위 지명을 받았고 추첨 결과 닛폰햄이 아리하라의 교섭권을 얻었다. 계약금 1억 엔의 성과급 지급 5,000만 엔, 연봉 1,500만 엔(금액은 추정치)에 계약을 맺고 입단, 등번호도 16번으로 정했다.

### 프로 입단 후

#### 2015년
이듬해 2월 1일부터 춘계 스프링 캠프는 2군에서 맞이했다. 3월 22일 2군 경기인 사이타마 세이부 라이온스전에서 프로 첫 실전 등판이자 팀의 두 번째 투수로 등판, 1이닝을 던져 무피안타 무실점의 호투를 보였다. 5월 15일에는 1군 출장 선수로 등록돼 같은 날인 오릭스 버펄로스전에서 데뷔 첫 등판과 동시에 첫 선발로 나와 6이닝 동안 피안타 4개, 탈삼진 4개, 4사구 2개, 2실점의 호투로 퍼시픽 리그의 신인 투수 가운데 가장 먼저 첫 승리를 거뒀다.
6월 16일 한신 타이거스전에서는 9번·투수로 선발 출전했는데 3회에 프로 데뷔 첫 타석에 들어섰지만 결과는 헛스윙 삼진이었다. 9월 5일 오릭스전에 선발 등판하여 9이닝 동안 피안타 4개, 탈삼진 8개, 무4사구와 무실점의 호투로 첫 완투승과 첫 완봉승을 동시에 거뒀다. 10월 11일 클라이맥스 시리즈 퍼스트 스테이지 경기인 지바 롯데 마린스전에서는 동점인 7회에 팀의 세 번째 투수로서 등판, 프로 데뷔 후 처음으로 구원 등판했다. 이 경기에서 2이닝을 던져 무실점의 호투를 보였지만 8회말에 팀이 역전하여 경기에서 승리했기 때문에 포스트 시즌에서의 첫 승리 투수가 됐다. 하지만 다음날 3차전에서는 6회에 구원 등판했는데 7회초에 선두 타자인 알프레도 데스파이그네에게 결승타가 되는 솔로 홈런을 맞으면서 패전 투수가 됐고, 팀은 클라이맥스 시리즈에서 패했다. 시즌 종료 후에는 등 뒤쪽의 농양을 절제하는 수술을 받았고, 그 해의 퍼시픽 리그 신인왕에 선정되는 영예를 안았다. 닛폰햄에서 신인왕이 된 사례는 2010년에 사카키바라 료 이후 12번째이다.

#### 2016년
6월 14일 요코하마 DeNA 베이스타스전에서 9번·투수로 선발 출전하여 9이닝 동안 피안타 5개, 탈삼진 9개, 무4사구, 무실점의 호투로 완봉 승리를 거두었다. 입단으로부터 2년 연속으로 볼넷 없이 완봉 승리를 거둔 것은 닛폰햄 구단에서의 첫 사례이다.

#### 2017년
3월 31일 개막전에서는 데뷔 첫 개막전 선발 투수로 등판했지만 5이닝 6실점으로 패전 투수가 된 이후에도 4월에는 4경기에 등판하면서 0승 3패라는 부진한 성적을 남겼다. 하지만 5월에 들어서자 3승 1패, 6월에도 2승 무패의 성적을 남기며 만회했다. 그러나 7월에는 또다시 승리없이 끝났을 뿐만 아니라 8월에도 2승 2패로 고비를 넘기지 못했고 9월 말부터 10월 최종 등판까지 3연승을 기록하며 2년 연속 두 자릿수 10승을 간신히 기록했지만 리그 최악인 13패를 당하는 등 좋고 나쁨의 기복이 심한 시즌을 보냈다. 또 시즌 중에는 이와모토 쓰토무로부터 아리하라의 등판일에 연습량이 부족했다는 고언을 들었다.

#### 2018년
2월 애리조나 스프링 캠프에서 갑작스런 오른쪽 어깨 염증으로 다른 연습을 소화하는 등 출발이 늦어짐에 따라 1군 첫 등판은 4월 중순이 됐다. 첫 선발 등판한 4월 14일 오릭스전에서 8이닝 1실점으로 시즌 첫 승을 올렸고 이후 5경기에 등판해 4승 1패로 무난한 성적을 냈다. 하지만 5월 19일 라쿠텐전에서는 6이닝 5실점으로 시즌 2패째를 기록했고 다음 경기에서도 5이닝 8실점이라는 부진한 성적으로 결국 5월 29일에 2군으로 내려갔다. 교류전이 시작되자 선발 로테이션에 여유가 생겨서 중간 계투진 재편에 의해 프로 데뷔 후 처음으로 마무리 투수로 등판했다. 6월 13일 한신 타이거스전에서는 프로 첫 세이브를 올린 것을 비롯해 다음 경기인 도쿄 야쿠르트 스왈로스전에서도 연속 세이브를 올렸으나 이후 구원 등판한 4경기에서는 모든 경기에서 주자를 내보내는 등의 불안정한 모습도 있어서 6월 29일에 또다시 2군으로 내려갔다. 7월 9일에 다시 1군에 복귀하자마자 선발 로테이션에 복귀하여 4경기에 등판, 3승 무패의 좋은 성적을 남겼다. 하지만 8월에 들어서자 4경기에서 1승 3패라는 저조한 성적을 남겼고 9월 15일에 14일을 쉬고 선발 등판한 오릭스전에서는 6이닝 4실점으로 패전 투수가 됐다. 더욱이 9월 17일에는 시즌 세 번째로 2군에 내려간 것에 의해서 1군 등판은 이 시점에서 끝났고 2년 간 계속되던 두 자릿수 승리 기록은 끊겼다.

## 플레이 스타일
투구 폼은 스리쿼터이며 와세다 대학 시절에 직구 최고 속도는 156 km/h였다(프로 입단 후의 최고 속도는 154 km/h, 평균 구속 약 146 km/h). 변화구는 컷 패스트볼, 포크볼을 축으로 가끔 슬라이더, 커브, 체인지업, 투심 등도 던진다.
오른쪽 팔꿈치 상태에 대해서는 위에서 말한대로 고등학교 3학년 여름에 위화감을 느꼈다. 대학 4학년 때인 9월 무렵에는 대학 입학 후 처음으로 위화감을 느껴 치료에만 전념했다. 그 후 복귀하여 등판했지만 프로에 입문한 후에도 영향이 미치면서 춘계 스프링 캠프에서는 2군에서의 특별 훈련 대상이 됐다. 하지만 스프링 캠프에서의 트레이너로부터 컨디션 조절이 순조롭다는 진단을 받아 2군에서는 3월부터 등판을 거듭했고 그 경과에 따라 5월에는 1군에서의 데뷔 첫 등판을 이루면서 첫 승리를 하기에 이르렀다.

## 에피소드
2014년 드래프트에서 요코하마 DeNA에 입단한 동급생 이시다 겐타는 아리하라와 같은 히로시마현 출신으로 대학 시절에는 같은 도쿄 6대학 야구 리그 팀인 호세이 대학에 소속해 있었기 때문에 대학 시절부터 함께 식사하러 가는 등 지금도 친분이 있다.

## 상세 정보

### 출신 학교
- 고료 고등학교
- 와세다 대학

### 선수 경력
- 홋카이도 닛폰햄 파이터스(2015년 ~ 2020년)
- 텍사스 레인저스(2021년 ~ 2022년)
- 후쿠오카 소프트뱅크 호크스 (2023년 ~ 현재)

### 수상·타이틀 경력
- 신인왕(2015년)
- 월간 MVP : 2회(2016년 7월, 2018년 7월) ※투수 부문

### 개인 기록

#### 투수 기록
- 첫 등판·첫 선발 등판·첫 승리·첫 선발 승리 : 2015년 5월 15일, 대 오릭스 버펄로스 10차전(삿포로 돔), 6이닝 2실점
- 첫 탈삼진 : 상동, 2회초에 슌타로부터 헛스윙 삼진[52]
- 첫 완투 승리·첫 완봉 승리 : 2015년 9월 5일, 대 오릭스 버펄로스 20차전(홋토못토 필드 고베), 9이닝 4피안타 8탈삼진
- 첫 세이브 : 2018년 6월 13일, 대 한신 타이거스 2차전(삿포로 돔), 9회초에 5번째 투수로서 구원 등판·마무리, 1이닝 3피안타 2실점
- 첫 홀드 : 2018년 6월 22일, 대 도호쿠 라쿠텐 골든이글스 9차전(라쿠텐 세이메이 파크 미야기), 9회말에 5번째 투수로서 구원 등판, 1이닝 무실점

#### 타격 기록
- 첫 타석 : 2015년 6월 16일, 대 한신 타이거스 3차전(한신 고시엔 구장), 3회초에 이와타 미노루로부터 헛스윙 삼진
- 첫 안타 : 2017년 6월 18일, 대 도쿄 야쿠르트 스왈로스 3차전(메이지 진구 야구장), 7회초에 프레스턴 길메트로부터 우전 안타

#### 기타
- 올스타전 출장 : 1회(2016년)

### 등번호
- 16(2015년 ~ 2020년)
- 35(2021년 ~ 2022년)
- 17(2023년 ~ )

### 연도별 투수 성적
| 연 도      | 소 속      | 등 판 | 선 발 | 완 투 | 완 봉 | 무 4 구 | 승 리 | 패 전 | 세 이 브 | 홀 드 | 승 률 | 타 자 | 이 닝 | 피 안 타 | 피 홈 런 | 볼 넷 | 고 4 | 몸 맞 | 탈 삼 진 | 폭 투 | 보 크 | 실 점 | 자 책 점 | 평 자 책 | W H I P |
| ---------- | ---------- | ----- | ----- | ----- | ----- | ------- | ----- | ----- | -------- | ----- | ----- | ----- | ----- | -------- | -------- | ----- | ---- | ----- | -------- | ----- | ----- | ----- | -------- | -------- | ------- |
| 2015년     | 닛폰햄     | 18    | 18    | 1     | 1     | 1       | 8     | 6     | 0        | 0     | .571  | 453   | 103.1 | 113      | 13       | 32    | 0    | 3     | 81       | 2     | 0     | 60    | 55       | 4.79     | 1.40    |
| 2016년     | 닛폰햄     | 22    | 22    | 2     | 1     | 1       | 11    | 9     | 0        | 0     | .550  | 640   | 156.0 | 150      | 13       | 38    | 1    | 2     | 103      | 3     | 1     | 52    | 51       | 2.94     | 1.21    |
| 2017년     | 닛폰햄     | 25    | 25    | 4     | 0     | 3       | 10    | 13    | 0        | 0     | .435  | 726   | 169.0 | 194      | 21       | 39    | 2    | 4     | 88       | 5     | 0     | 97    | 89       | 4.74     | 1.38    |
| 2018년     | 닛폰햄     | 20    | 16    | 1     | 0     | 0       | 8     | 5     | 2        | 1     | .615  | 471   | 110.2 | 124      | 17       | 15    | 0    | 5     | 87       | 0     | 0     | 60    | 56       | 4.55     | 1.26    |
| 통산 : 4년 | 통산 : 4년 | 85    | 81    | 8     | 2     | 5       | 37    | 33    | 2        | 1     | .529  | 2290  | 539.0 | 581      | 64       | 124   | 3    | 14    | 359      | 10    | 1     | 269   | 251      | 4.19     | 1.31    |

- 2018년 시즌 종료 기준
- 굵은 글씨는 시즌 최고 성적

### 연도별 수비 성적
| 연도 | 소속   | 투수  | 투수  | 투수  | 투수  | 투수  | 투수     |
| 연도 | 소속   | 경 기 | 척 살 | 보 살 | 실 책 | 병 살 | 수 비 율 |
| ---- | ------ | ----- | ----- | ----- | ----- | ----- | -------- |
| 2015 | 닛폰햄 | 18    | 4     | 17    | 0     | 0     | 1.000    |
| 2016 | 닛폰햄 | 22    | 10    | 27    | 0     | 1     | 1.000    |
| 2017 | 닛폰햄 | 25    | 16    | 31    | 1     | 1     | .979     |
| 2018 | 닛폰햄 | 20    | 3     | 22    | 0     | 2     | 1.000    |
| 통산 | 통산   | 85    | 33    | 97    | 1     | 4     | .992     |

- 2018년 시즌 종료 기준.